# Cayetano Giménez Martín
Cayetano Giménez Martín (ur. 27 listopada 1868 w Alfornón, zm. 9 sierpnia 1936 w Loja koło Grenady) – hiszpański duchowny katolicki, męczennik, ofiara wojny domowej w Hiszpanii w latach 1936-39, błogosławiony Kościoła katolickiego

## Życiorys
Urodził się w 1868 roku w Alfornón. Wstąpił do seminarium duchownego w Grenadzie. W 1892 roku przyjął święcenia kapłańskie. Posługiwał w parafiach w Alfornón, Alboloduy i Loja. Po wybuchu wojny domowej w Hiszpanii odmówił możliwości ucieczki. Po spaleniu kościoła parafialnego znalazł schronienie u rodziny. Po piętnastu dniach został aresztowany przez republikanów i przewieziony do więzienia. Został zastrzelony 9 sierpnia 1936. Przed śmiercią zawołał „Viva Cristo Rey!” (hiszp. „Niech żyje Chrystus Król!”. 28 listopada 2019 papież Franciszek podpisał dekret o jego męczeństwie, co doprowadziło do jego beatyfikacji, która odbyła się 26 lutego 2022 w katedrze w Grenadzie.